# Wyzo
Wyzo é um navegador livre e multi-plataforma desenvolvido pela Radical Software Ltd.